# Screaming Squirrel
Lo screaming squirrel (letteralmente scoiattolo urlante) è un modello di montagna russa.

## Descrizione

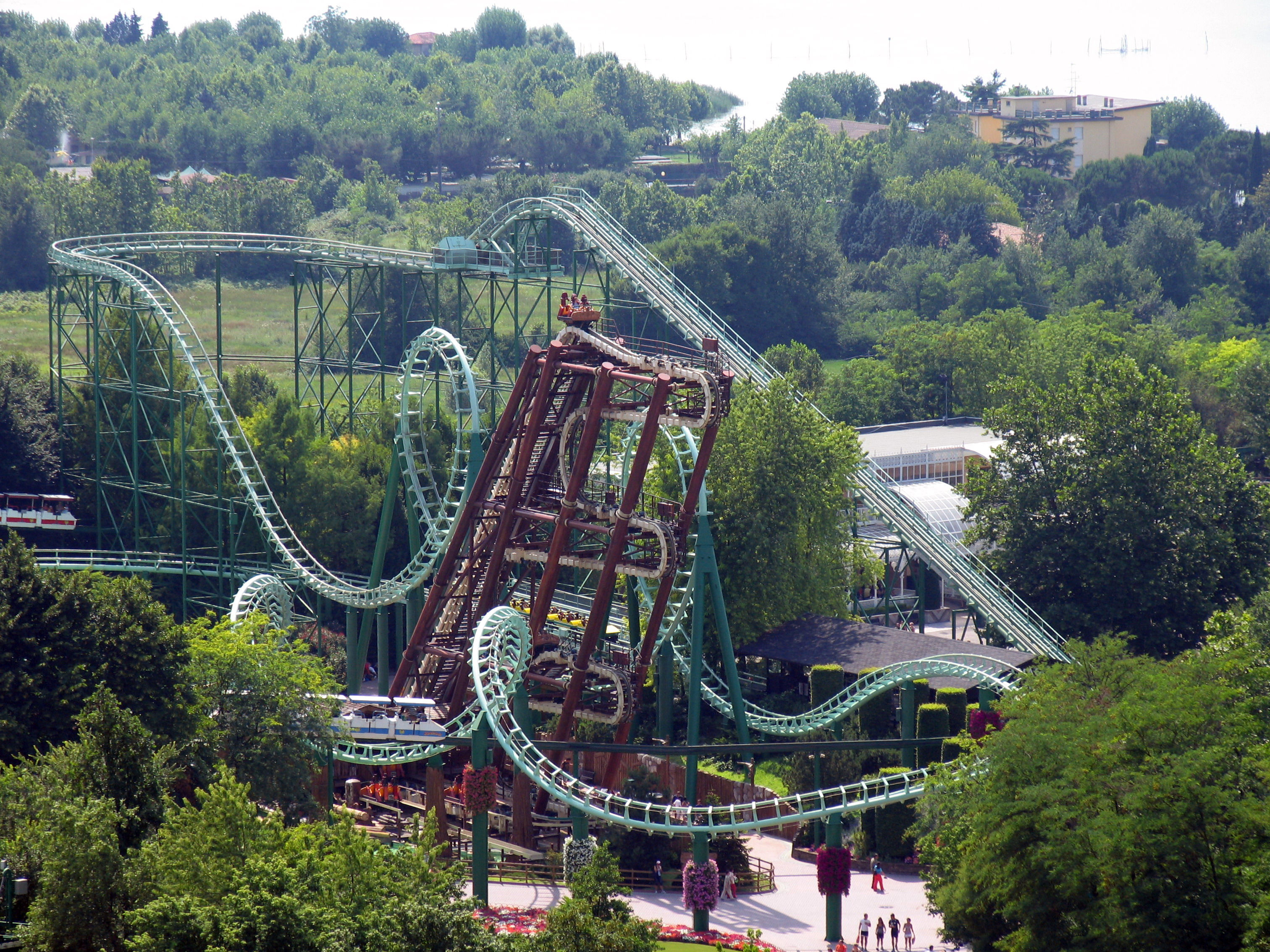
Lo screaming squirrel Sequoia Magic Loop non più presente a Gardaland

Gli ottovolanti di questo tipo presentano diverse particolarità rispetto alle montagne russe convenzionali. La loro altezza è limitata (si raggiungono al massimo i 30 m), la velocità è bassa e il percorso è breve e atipico: si sviluppa verticalmente, non ha curve ed è basato su ripetute inversioni di 180°, in gergo tecnico chiamati saxophones data la loro rassomiglianza con le forme di un sassofono, che fanno viaggiare gli ospiti a testa in giù per una manciata di secondi e poi dritti per un'altra manciata di secondi. Generalmente si sta a bordo di vagoncini a 4 posti e le inversioni sono 6: 3 per capovolgerli e 3 per raddrizzarli.
Il primo screaming squirrel al mondo è stato il Sequoia Magic Loop, al tempo di costruzione chiamato Sequoia Adventure, prodotto dalla S&S power e installato a Gardaland Park nel 2005 e demolito nel 2023. Sono attualmente presenti solo 2 installazioni di questo tipo in tutto il pianeta.